# Clié

Logo

Le Clié (acronyme de communication link information and entertainment) est un assistant personnel de marque Sony. Il  utilise une version modifiée du système Palm OS permettant d'utiliser des fonctions multimédia (telles que jog-wheel, slot Memory-Stick, lecture MP3, vidéo, affichage haute résolution ...).
À l'été 2004, Sony annonce son intention d'arrêter la production de sa gamme PDA pour le monde entier (hors Japon) et au printemps 2005, Sony annonce la fin définitive de la ligne Clié. Les derniers modèles sortis furent les TJ-27, TJ-37 et TH-55. Au Japon ce fut le VZ-90

## Liste des Cliés

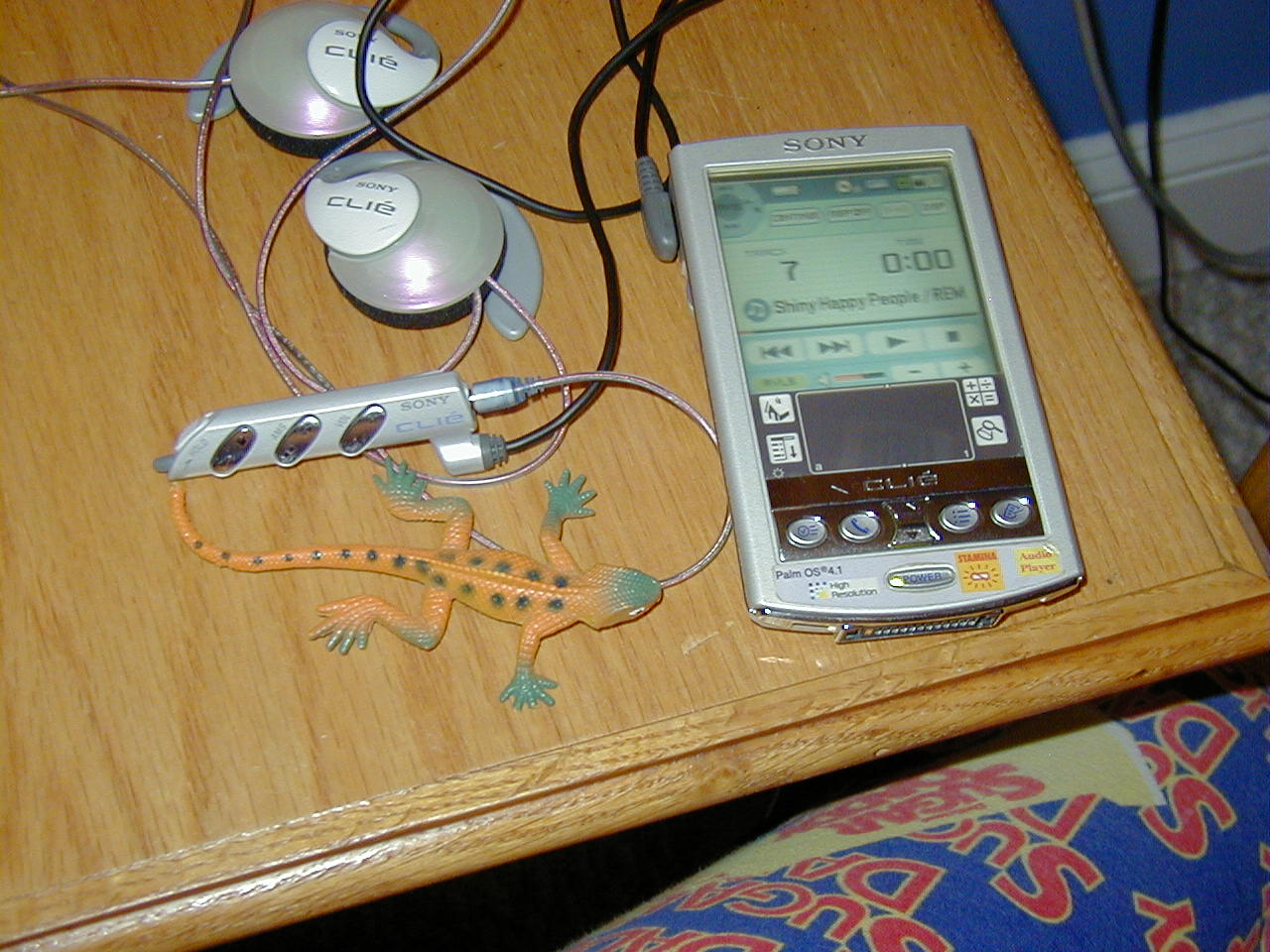
Un Clié

- série N (2001-2002)
  - PEG-N770C
- série NR (2002)
  - PEG-NR70V
- série NX (2002-2004)
  - PEG-NX73V
  - PEG-NX70V
- série NZ (2003-2004)
  - PEG-NZ90
- série S (2001)
  - PEG-S300
- série SL/SJ (2002-2004)
  - PEG-SJ22
  - PEG-SJ30
  - PEG-SJ33
  - PEG-SL10
- série T (2001-2004)
  - PEG-T425
  - PEG-T675C
- série TG (2003-2004)
  - PEG-TG50
- série TH (2004)
  - PEG-TH55
- série TJ (2003-2004)
  - PEG-TJ25
  - PEG-TJ27
  - PEG-TJ37
  - PEG-TJ35
- UX série (2003-2004)
- VZ série (2004)